# King Kong und die weiße Frau
King Kong und die weiße Frau (Originaltitel: King Kong; erster Verleihtitel: Die Fabel von King Kong – Ein amerikanischer Trick- und Sensationsfilm) ist ein in Schwarzweiß gedrehter US-amerikanischer Abenteuer-, Horror- und Fantasyfilm der Regisseure Merian C. Cooper und Ernest B. Schoedsack aus dem Jahr 1933. Die Hauptrollen spielten Fay Wray, Robert Armstrong und Bruce Cabot. Der Film ist eine Produktion der Filmgesellschaft RKO. Der weltbekannte und in der Popkultur verewigte Riesenaffe King Kong hatte hier seinen ersten Auftritt. Vor allem für seine Stop-Motion-Tricktechnik, die von Willis O’Brien umgesetzt wurde, erhält der Film bis heute große Beachtung. Der Film startete am 1. Dezember 1933 in den deutschen Kinos.

## Handlung
Der Regisseur Carl Denham und seine Filmcrew reisen auf dem Frachter Venture zur entlegenen Insel „Skull Island“. Auf der in keiner Karte verzeichneten, nur durch wenige Überlieferungen bekannten Insel will er seinen nächsten Film drehen. Denhams Hauptdarstellerin ist seine Neuentdeckung Ann Darrow.
Bei der Landung gerät die Besatzung in eine Zeremonie der Inselbewohner, deren Dorf durch eine hohe Mauer vom Rest der Insel getrennt ist. Vor dem Tor der Mauer soll gerade eine junge Frau dem lokalen Inselgott „Kong“ geopfert werden. Als Denham die Szene filmen will, werden sie entdeckt. Die Insulaner fordern die Herausgabe der platinblonden Ann. Zwar gelingt der Mannschaft die Flucht, doch in der folgenden Nacht wird Ann von den Eingeborenen vom Schiff entführt und zur Opfergabe Kongs erkoren.
Ann wird auf der landesinneren Seite der Mauer an einem Altar festgebunden, dann rufen die Inselbewohner ihren Gott Kong herbei. Aus dem Dschungel taucht ein Riesenaffe auf, löst Anns Fesseln und nimmt sie mit sich. Die Besatzung der „Venture“, die Anns Abwesenheit bemerkt hat, trifft zu spät ein. Denham stellt einen Rettungstrupp zusammen. Kong bringt Ann in seine Höhle; auf ihrem Weg beschützt er sie vor diversen Gefahren wie Dinosauriern und Riesenschlangen. Der Rettungstrupp wird auf seinem Marsch durch den Dschungel bis auf zwei Mann komplett aufgerieben. Jack Driscoll, der Erste Offizier der „Venture“, rettet Ann in einem günstigen Augenblick, als Kong durch einen Kampf mit einem Flugsaurier abgelenkt ist. Kong verfolgt sie, durchbricht das Tor der Mauer und veranstaltet unter den Eingeborenen ein Massaker. Es gelingt Carl Denham aber, Kong mit Gasbomben zu betäuben und nach New York zu verfrachten.
Als „King Kong“ wird Kong in einem Theater am Broadway dem zahlenden Publikum als „achtes Weltwunder“ präsentiert. Bei der Premiere wird er vom Blitzlichtgewitter der Fotografen so sehr aufgebracht, dass er seine Fesseln sprengt und auf der Suche nach Ann durch New York zieht. Auf seinem Weg tötet er zahlreiche Menschen, wirft mit Autos um sich und lässt eine Hochbahn entgleisen.
Kong findet Ann und Jack versteckt in einem Apartment, bringt Ann erneut in seine Gewalt und flieht mit ihr auf die Spitze des Empire State Buildings. Dort wird er von einer Staffel Doppeldecker des United States Army Air Corps angegriffen. Von Maschinengewehrgarben tödlich verwundet, stürzt er in die Tiefe. Den ihn umringenden Reportern erklärt Denham, nicht die Kugeln hätten Kong zur Strecke gebracht: „It was beauty killed the beast.“ („Schönheit hat die Bestie getötet.“)

## Produktion und Konzeption

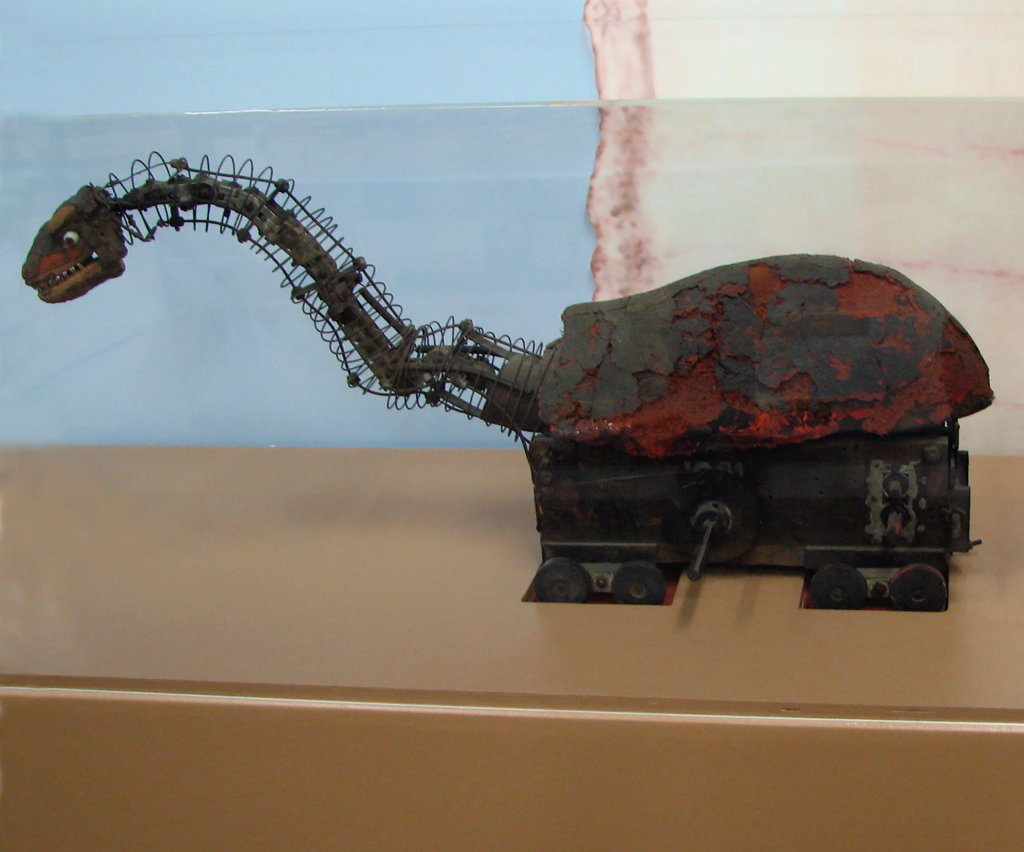
Stop-Motion-Modell eines Brontosaurus, das für den Film verwendet wurde

Das Interesse der Menschen an Affen und Menschenaffen konnte damals nicht ausreichend durch Zoos befriedigt werden, weswegen diese mehrfach in dokumentarischen oder fiktionalen Filmen gezeigt wurden. Es gab zu der Zeit auch bereits einen Markt für Monsterfilme, teils als Horrorfilm, teils als Abenteuerfilm konzipiert, in denen jemand aus der Zivilisation in einer Wildnis wie dem Dschungel ein schreckliches Untier entdeckt. Ein wichtiges Beispiel ist Die verlorene Welt von 1925, für dessen damals bahnbrechende Tricktechnik Willis O’Brien verantwortlich war. O’Brien verfeinerte sein Stop-Motion-Verfahren für die Arbeit an King Kong noch.
Der Erfolg des rassistischen Exploitationfilms Ingagi – Der Herr der Wildnis (1930), in dem Gorillas sich im Belgisch-Kongo Frauen als Sexsklavinnen halten, hatte möglicherweise ebenfalls Einfluss auf die Produktion von King Kong.
Merian C. Cooper und Ernest B. Schoedsack, die beide bei RKO Pictures tätig waren, entwickelten Anfang der 1930er das Konzept des Films. Sie übernahmen dabei die Crew und das Dschungel-Set eines anderen Trickfilms namens Creation, für den O’Brien bereits einige Dinosaurier-Miniaturen gebaut hatte. Als Drehbuchautor wurde Edgar Wallace engagiert. Er schrieb einen Rohentwurf, verstarb jedoch Anfang 1932, bevor er die Überarbeitung des Skripts in Angriff nehmen konnte. Das Drehbuch wurde schließlich von James Ashmore Creelman geschrieben und von Ruth Rose (Schoedsacks Ehefrau) überarbeitet. Abgesehen von dem groben Handlungsverlauf wurde nichts von Wallace’s Entwurf beibehalten.
Jean Harlow lehnte die weibliche Hauptrolle in King Kong ab. Angeblich gewann der Regisseur Cooper Fay Wray mit den berühmt gewordenen Worten „You will have the tallest, darkest leading man in Hollywood“ (etwa: „Du wirst mit dem höchstgewachsenen, dunkelhaarigsten Hauptdarsteller in Hollywood arbeiten“) für die Hauptrolle.
Kong ist in fast jeder Szene von unterschiedlicher Größe, dies aber mit Absicht, um die gewünschte Wirkung zu erzielen. Für die Modelle wurden unter anderem Felle von ungeborenen Lämmern verwendet. Die meisten Dinosaurier hatte Willis O’Brien schon für das Filmprojekt „Lost Island“ gebaut, das jedoch nicht realisiert wurde.
Bei den Dreharbeiten wurde das erste Mal die Miniaturprojektion angewandt. Das Verfahren wurde 1933 zum Patent angemeldet.
King Kong ist außerdem der erste Tonfilm, in dem auch Dialogszenen mit Musik unterlegt wurden. Max Steiner wird daher häufig als Vater der Filmmusik bezeichnet.
Der Film musste nach einer Testvorführung neu geschnitten werden. Bei der Verfolgung durch den Dschungel gab es eine Szene, in der Kong die Männer in eine Schlucht wirft, wo sie von Spinnen gefressen werden. Diese Szene wurde nur einmal vor einem Testpublikum gezeigt, das entsetzt reagierte. Die Szene wurde danach geschnitten und ist bis heute verschollen. Es existieren nur noch wenige Standbilder davon. Im Zuge seiner Neuverfilmung 2005 hat Peter Jackson auch eine Rekonstruktion der Szene mit alten Tricktechniken gefilmt.
Aufgrund der Zensurgesetze wurden 1938 auch Szenen herausgekürzt: eine Szene, in der Kong der Frau die Kleider vom Leib pflückt und ihre Brüste kitzelt, sowie weitere Szenen, in denen Kong auf der Insel Menschen tötet, indem er sie zertrampelt oder zerbeißt. Diese Kürzungen ließen den Affen wesentlich freundlicher wirken. Die gekürzte Fassung kam 1952 in die deutschen Kinos. Erst 1969 wurde die US-amerikanische Kinofassung restauriert und die fehlenden elf Minuten wieder eingefügt.

## Rezeption und Erfolg

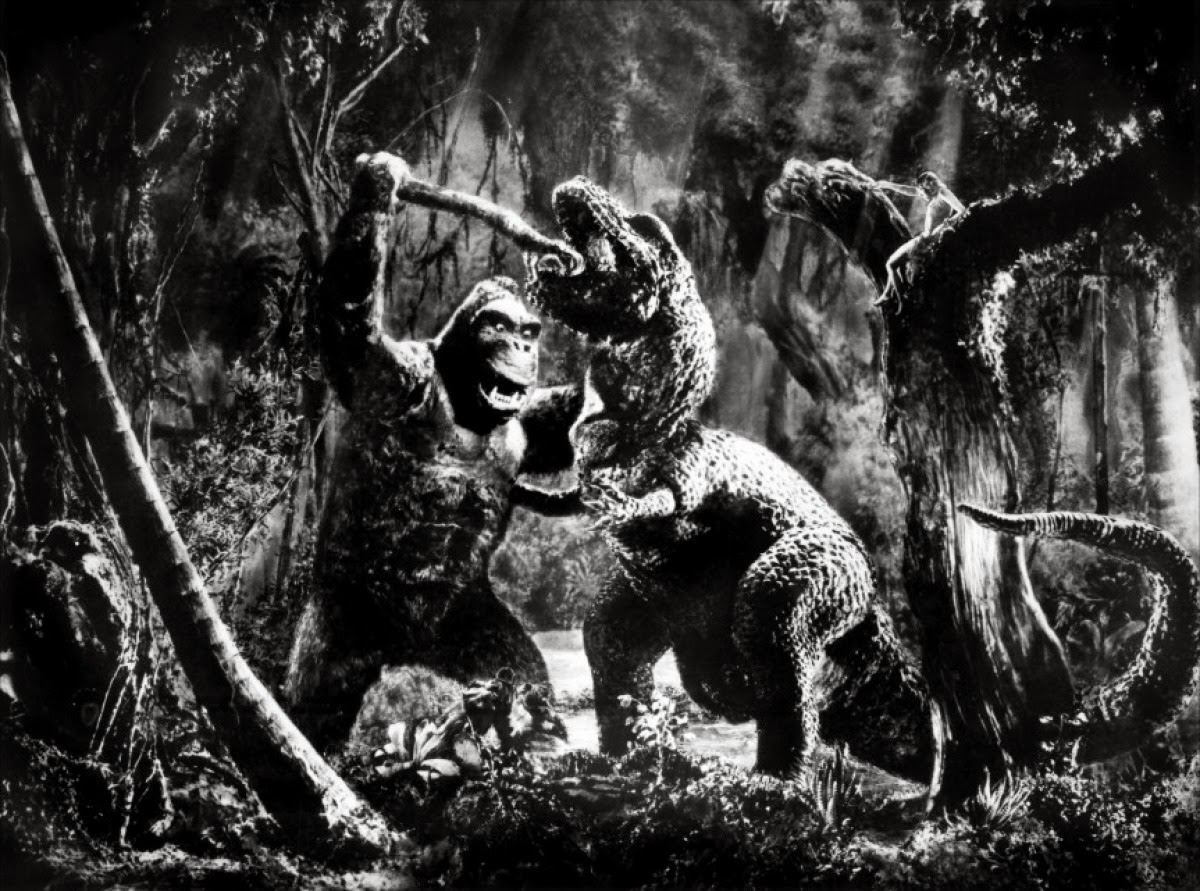
King Kong im Kampf gegen einen Tyrannosaurus.

Die Uraufführung des zwischen Januar 1932 und Anfang Februar 1933 gedrehten Films war am 2. März 1933.
King Kong spielte allein am Startwochenende in den USA über 90.000 Dollar ein, was zum damaligen Zeitpunkt einen Rekord darstellte. Die Spezialeffekte von Willis O’Brien, allen voran der Einsatz des Stop-Motion-Verfahrens, galten als wegweisend, und auch heute genießt der Film noch großes Ansehen. Das Bild des riesigen Gorillas auf dem Wolkenkratzer, die schädelförmige Insel Skull Island und Fay Wrays entsetzter Blick (und Schrei) zählen heute fest zur Ikonografie der Popkultur.
Der Erfolg des Films bewahrte die Filmfirma RKO vor dem Bankrott.

### Rezeption in Deutschland, NS-Zensur
King Kong passierte am 26. Juli 1933 im nationalsozialistischen Deutschland die erste Zensurprüfung und wurde mit einem Verbot belegt, weil der Film als „Angriff auf die Nervenkraft des deutschen Volkes“ bewertet wurde. Doch Adolf Hitler begeisterte sich für den Film und schaute ihn mehrmals. Als die Filmproduktionsfirma klagte, wurde er schließlich freigegeben. Am 5. Oktober 1933 erfolgte die zweite Prüfung. Nach Schnitten von 49 Metern erhielt der Film unter dem ersten deutschen Verleihtitel Die Fabel von King Kong die Freigabe mit Jugendverbot. Die deutsche Erstaufführung erfolgte am 1. Dezember 1933.
In Deutschland erlangte der Film zu Beginn der 1970er Jahre mit seiner Fernsehpremiere erneut große Popularität: Die ZDF-Gruselfilmreihe Der phantastische Film startete am 13. November 1970 mit King Kong und die weiße Frau.

## Sonstiges
- Bevor der Film seinen endgültigen Namen King Kong erhielt, spielten die Filmemacher mit Alternativen wie The Beast, The Ape, King Ape und Kong.
- King Kong ist die freie Vorlage für eines der erfolgreichsten Videospiele: Donkey Kong. Dies führte allerdings zu einem Rechtsstreit.
- 1961 kam King Kongs englisches Gegenstück namens Konga in die Kinos. Bei Konga handelt es sich um einen mit Wachstumsserum behandelten Schimpansen, der im Laufe des Films allerdings das Aussehen eines riesigen Gorillas annimmt.
- In der Rocky Horror Show wird gleich im Eingangssong Science Fiction Double Feature auf den Film Bezug genommen (Then something went wrong for Fay Wray and King Kong).
- Die Schriftstellerin Kirsten Boie schuf das Meerschweinchen King-Kong als Hauptfigur einiger ihrer Kinderbücher.
- Die Berliner Band Die Ärzte nimmt in ihrem Lied Monsterparty Bezug auf den Film (Sprach: „Wenn King Kong nicht durchs Tor passt, schnapp ich mir die weiße Frau!“)
- 1991 wurde der Film in das National Film Registry aufgenommen.
- Parallel zu King Kong wurde der Thriller  Graf Zaroff – Genie des Bösen gedreht. Regisseur Schoedsack und Produzent Cooper sowie einige der Darsteller wirkten hier ebenfalls mit. Teile der Dschungel-Kulisse wurden für beide Filme verwendet.[12]
- Das riesige hölzerne Tor von Skull Island wurde auf denkwürdige Weise wiederverwendet: Es wurde im Dezember 1938 für Vom Winde verweht (als Teil des Depots von Atlanta) niedergebrannt. Produzent beider Filme war David O. Selznick.[13]
- Bruce Cabots Rolle, Jack Driscoll, wird im Abspann als John Driscoll aufgeführt.

## Synchronisation
Die erste deutsche Synchronfassung entstand 1933 bei der Tobis Melofilm GmbH, bearbeitet von Curt Wesse. Sie war um beinahe eine halbe Stunde gekürzt und galt lange Zeit als verschollen, die Sprecher sind unbekannt. Die heute verwendete Synchronfassung stammt aus dem Jahre 1952 und entstand durch die RKO Synchron Abteilung in Berlin. Hier wurden wiederum kleinere Schnitte gemacht, die 1993 wieder in den Film eingefügt und synchronisiert wurden. 2022 wurde eine Blu-ray veröffentlicht, die sowohl die wiederentdeckte Synchronisation von 1933 als auch die Fassung von 1952 enthält.
| Rolle                    | Darsteller       | Synchronsprecher (1952)                      |
| ------------------------ | ---------------- | -------------------------------------------- |
| Ann Darrow               | Fay Wray         | Maria Körber Nachsynchro: Carin C. Tietze    |
| Carl Denham              | Robert Armstrong | Wolf Martini Nachsynchro: Klaus Kindler      |
| Jack Driscoll            | Bruce Cabot      | Herbert Stass                                |
| Mr. Weston, Theateragent | Sam Hardy        | Erich Fiedler Nachsynchro: Niels Clausnitzer |
| Briggs, zweiter Maat     | James Flavin     | Horst Niendorf                               |
| Charley der Koch         | Victor Wong      | Walter Bluhm                                 |

## Kritiken
King Kong und die weiße Frau  erhielt fast ausschließlich gute Kritiken. Der Film hat eine positive Rate bei Rotten Tomatoes  von 98 %.

„Der tricktechnisch brillante Monster-Film ist einer der Klassiker des Genres. Die fantastischen Dekors der heimatlichen Urwelt Kongs sind in Licht und Schatteneffekten den Radierungen Gustave Dorés (zu Miltons „Paradise Lost“) nachempfunden. Die „Stop Motion“-Sequenzen des „Special Effects“-Künstlers Willis O'Brian waren lange über ihre Entstehungszeit hinaus wegweisend. Das künstlich verlängerte Gebrüll des Affen und der langgezogene Schrei von Fay Wray, der „weißen Frau“ in der Gewalt des Affen, machten Filmgeschichte (…). Ungeachtet aller Trickeffekte ist „King Kong und die weiße Frau“ zugleich ein anrührender Film, der die Geschichte des Monsters als tragische Liebesromanze erzählt.“

„Monsterklassiker. […] Der brillante, tricktechnisch bis heute einmalige Film nach einer Idee von Edgar Wallace verbindet gekonnt den Expeditions- und Katastrophenfilm mit dem Melodram." (Höchstwertung: überragend)“

„Der Ur-King-Kong ist unübertroffen, insbesondere in Bezug auf die eigens für diesen Film entworfene Tricktechnik. Eine Pionierleistung zu Beginn der Tonfilmzeit.“

Der Schriftsteller Stephen King setzte den Film vor allem die Figur des King Kong in Bezug zu dem Monster in den verschiedenen Frankenstein-Verfilmungen. Er schrieb: „Es gibt keinen Frankenstein-Film, der so zu Tränen rührt wie die letzte Filmrolle von King Kong und die weiße Frau, als der Riesenaffe auf das Empire State Building klettert und versucht, die mit Maschinenpistolen ausgerüsteten Flugzeuge zu bekämpfen, als wären sie prähistorische Vögel seiner Heimatinsel.“ King Kong sei „der Archetyp des Archetyps: Den Horror darüber, ein Monster zu sein, sehen wir in den Augen von Boris Karloff und später in denen von Christopher Lee; in King Kong und die weiße Frau ist der Horror, dank den großartigen Spezialeffekten von Willis O'Brien, im ganzen Gesicht des Affen zu sehen.“ Er sei „beinahe eine Karikatur des freundlichen, sterbenden Außenseiters, eine der großen Verschmelzungen von Liebe und Horror, Unschuld und Entsetzen, die emotionale Wirklichkeit, die Mary Shelley in ihrem Roman nur andeutet.“ King zitiert zudem Dino De Laurentiis, der zu seinem eigenen Film King Kong von 1976 anmerkte: „Niemand weint, wenn der weiße Hai stirbt.“

## Verwandte Filme

### Fortsetzungen
Aufgrund des enormen Erfolgs kam bereits im selben Jahr wie King Kong und die weiße Frau die Fortsetzung King Kongs Sohn in die Kinos. 1949 folgte ein weiterer Riesenaffenfilm, Panik um King Kong, obwohl Kong in diesen gar nicht mitspielte. Bei beiden Filmen waren allerdings die meisten Personen des Stabs des ersten King-Kong-Films und der Hauptdarsteller Robert Armstrong beteiligt.

### Neuverfilmungen
- 1976 – King Kong (von John Guillermin)
- 1976 – A*P*E (von Paul Leder), ursprünglich als Neuverfilmung geplant, doch wegen Urheberrechtsstreitigkeiten mit geändertem Titel[20]
- 2005 – King Kong (von Peter Jackson)

### Weitere Verfilmungen
- 1962 – Kingukongu tai Gojira (1962) (Die Rückkehr des King Kong) (von Ishirō Honda)
- 1967 – Kingukongu no Gyakushu (1967) (King Kong – Frankensteins Sohn) (von Ishirō Honda)
- 1986 – King Kong Lives! (1986) (King Kong lebt) (von John Guillermin)

### Neuinterpretationen
Mit Kong: Skull Island erschien 2017 eine Neuinterpretation des Stoffes, auch wenn diese aus rechtlichen Gründen auf dem japanischen Monsterklassiker Die Rückkehr des King Kong der Tōhō-Studios basiert, dem wohlgemerkt der Originalfilm zugrunde lag. Neben zahlreichen Verweise auf Ereignisse, Orte und Figuren des Originalfilms referenziert der Kong dieses Film-Universums das Original sogar direkt visuell. Dies ist erkennbar an den unüblich ausgeprägten Jochbeinen des Riesenaffen. Diese Neuinterpretation ist Teil eines neuen Cinematic Universe namens MonsterVerse, zu dem auch Godzilla aus dem Jahre 2014 zählt, und wurde mit Godzilla vs. Kong 2021 direkt fortgesetzt.

## Heimkino-Veröffentlichungen
- Super 8mm: Mountain Films, UK, ca. 1977[22][23]
- DVD: Kinowelt Home Entertainment, 1999
- Blu-ray: Filmjuwelen, 2022[24]

## Soundtrack
- Max Steiner: King Kong. The Complete Reconstructed 1933 Film Score. Marco Polo/HNH, München 1997, Tonträger-Nr. 8.223763 – digitale Neueinspielung der von John W. Morgan rekonstruierten Filmmusik durch das Moskauer Sinfonie-Orchester unter der Leitung von William T. Stromberg